# Dendronephthya candida
Dendronephthya candida är en korallart som beskrevs av Pütter 1900. Dendronephthya candida ingår i släktet Dendronephthya och familjen Nephtheidae. Inga underarter finns listade i Catalogue of Life.